# Aalburg
Aalburg es un antiguo municipio de la provincia de Brabante Septentrional en los Países Bajos, en la región de Heusden y Altena. El 30 de abril de 2017 contaba con una población de 13.061 habitantes, sobre una superficie de 53,17 km², de los que 2,76 km² corresponden a la superficie ocupada por el agua, con una densidad de 259 h/km².  
En su actual composición el municipio se formó en 1973 por la fusión de los primitivos municipios de  Wijk en Aalburg, Veen y Eethen. Otros núcleos de población que en el pasado constituyeron municipios independientes son Drongelen y Meeuwen.
Los consejos municipales de Aalburg, Werkendam y Woudrichem acordaron su fusión el 26 de enero de 2016. La fusión se hará efectiva el 1 de enero de 2019 y el nuevo municipio tomará el nombre de Altena.

## Galería de imágenes

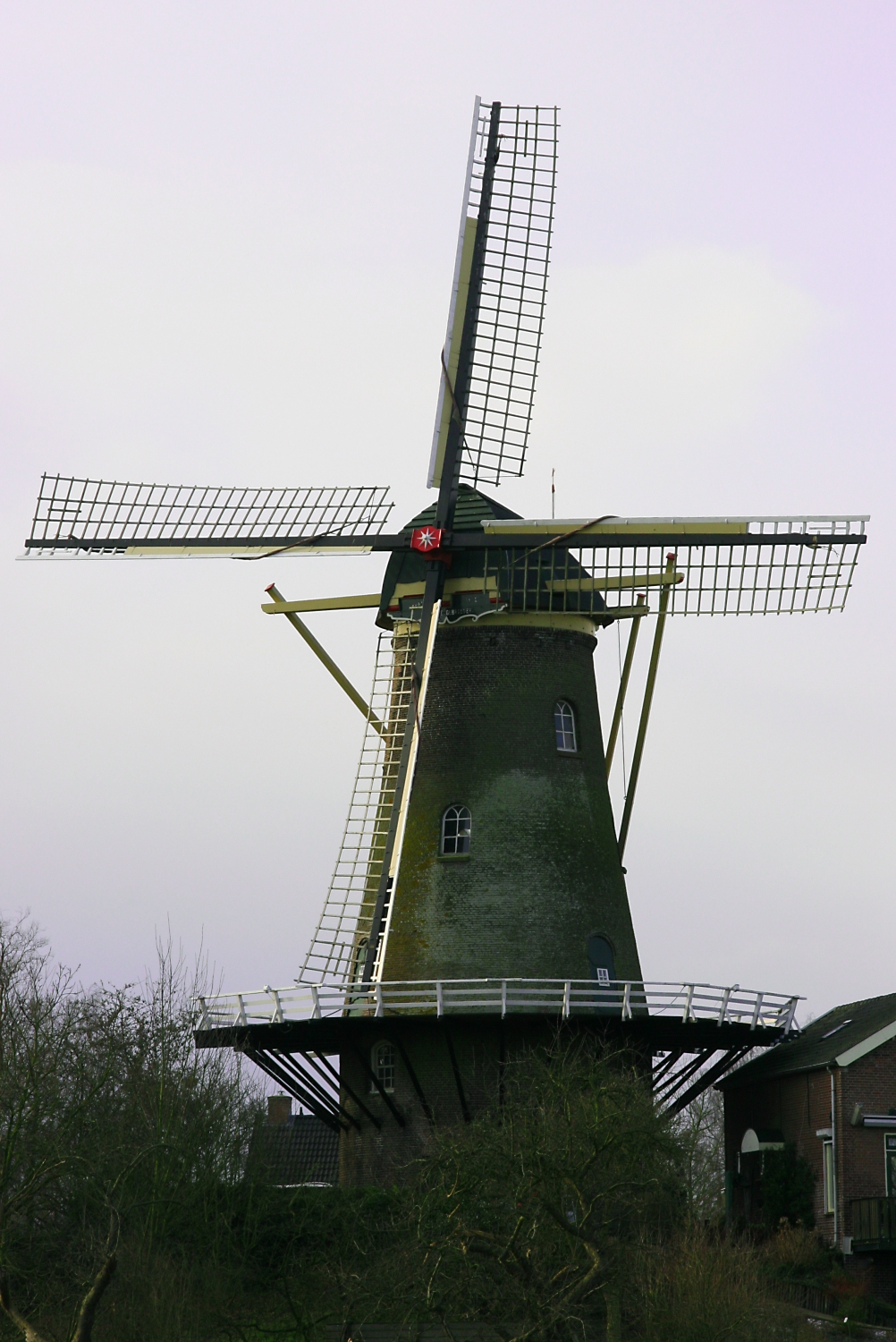
Wijk en Aalburg: molino De Twee Gebroeders (los dos hermanos)
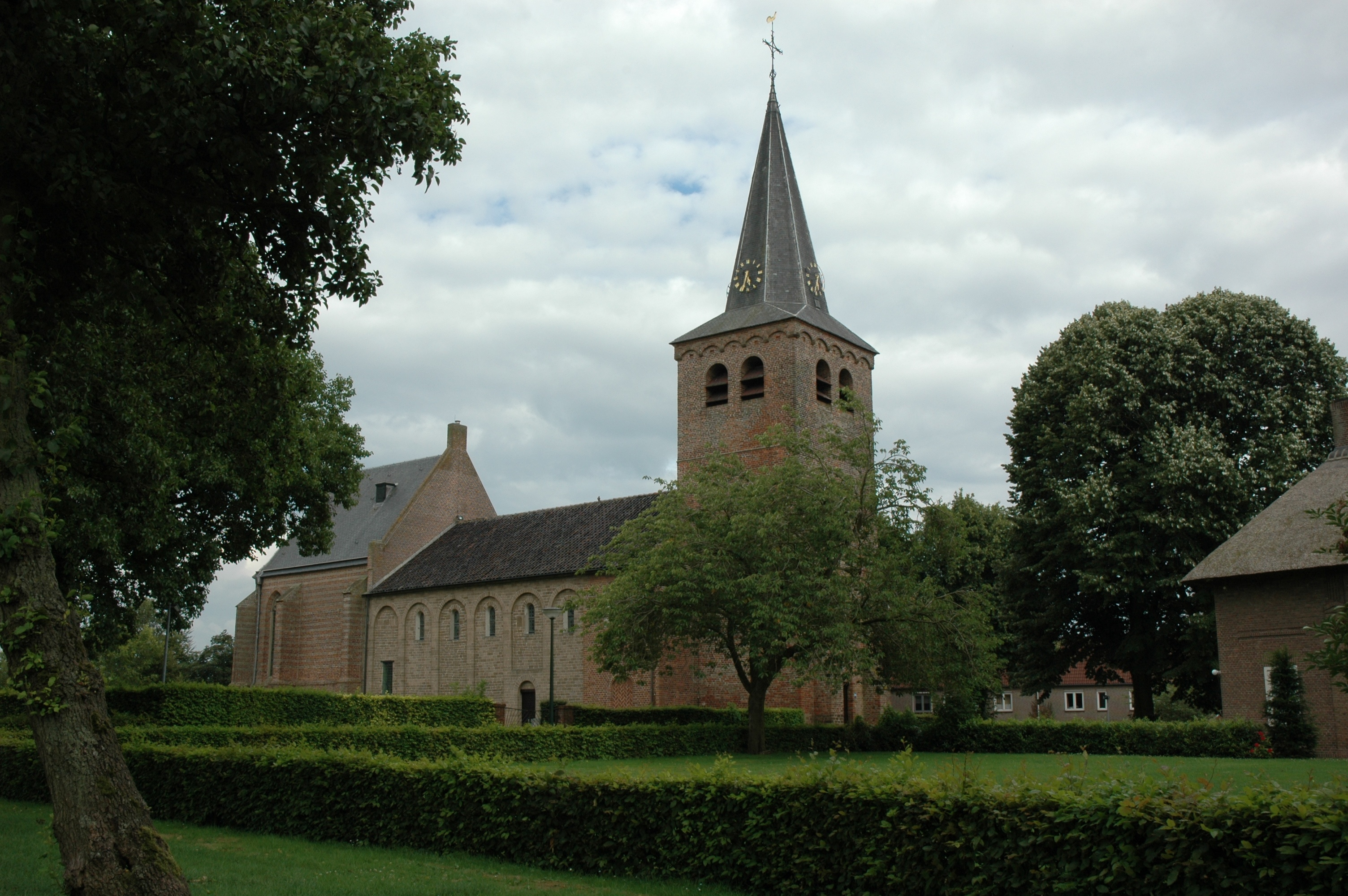
Eethen: iglesia reformada
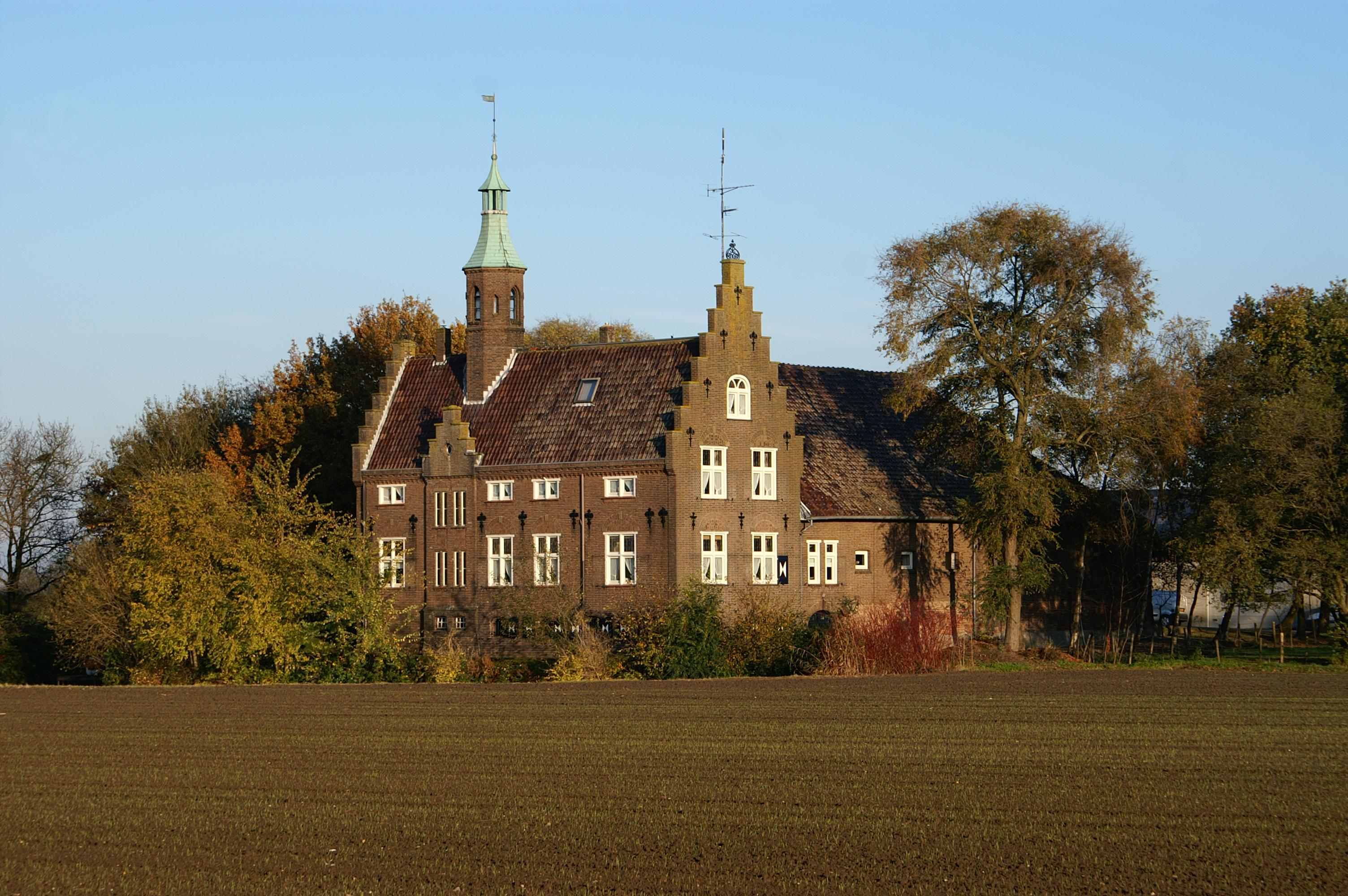
Meeuwen
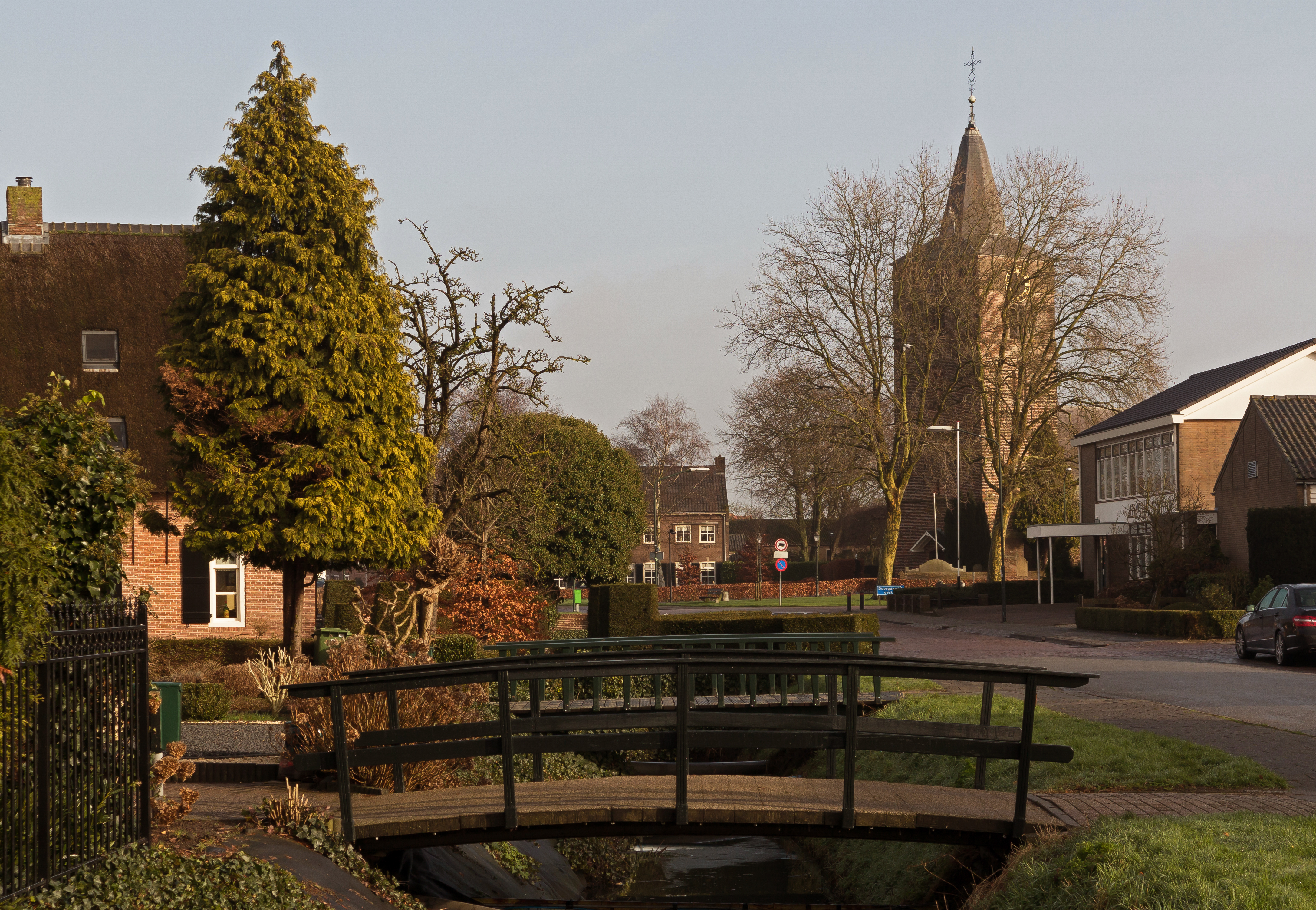
Veen